# エンゲリス電気輸送工場

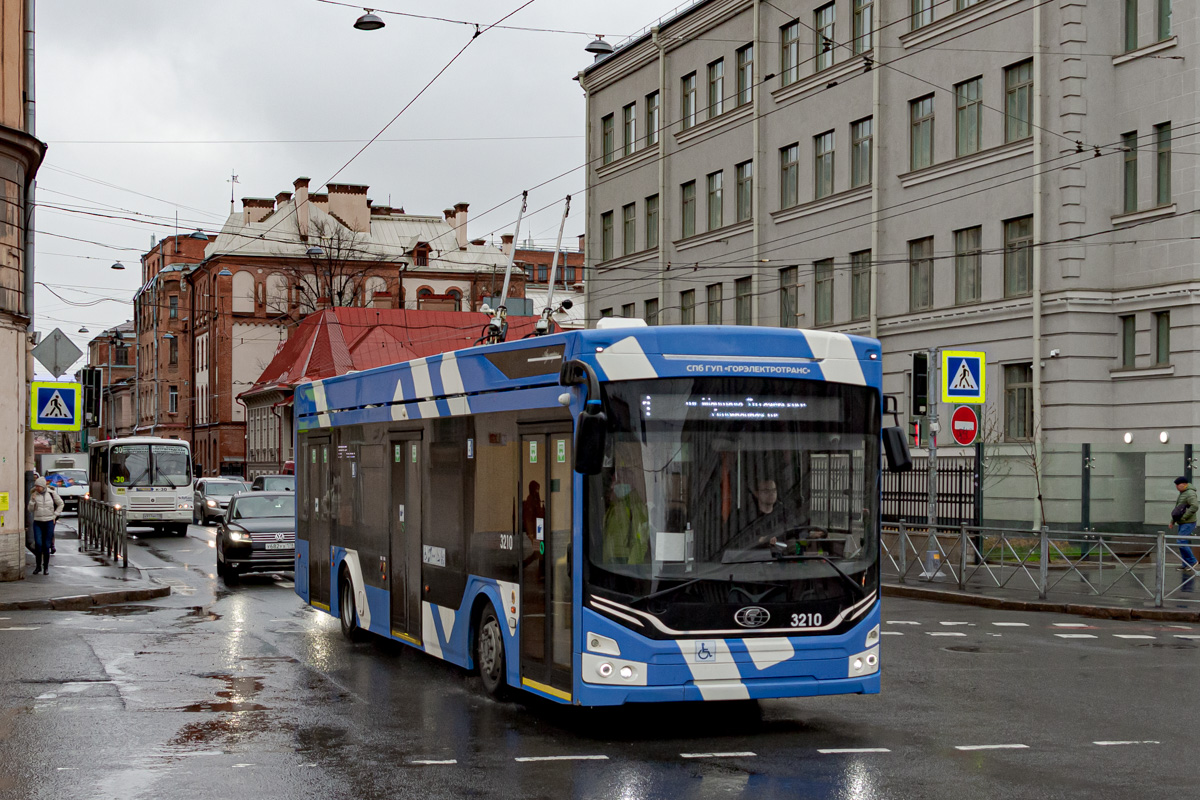
アドミラル

エンゲリス電気輸送工場（ロシア語: Энгельсский завод электрического транспорта）は、ロシア連邦の都市・エンゲリスに工場を有する輸送用機器メーカー。PC輸送システムズの子会社で、トロリーバスの生産を実施している。この項目では、同工場を2019年まで所有し、ソビエト連邦およびロシア連邦最大のトロリーバス生産企業として知られていたトロルザ（Тролза）についても解説する。

## 歴史

### 第二次世界大戦まで
エンゲリス電気輸送工場が有する工場は、1868年にオリョール州ブリャンスク地区ラディツァに建設された、輸送用機器を生産する工場が基礎となっている。鉄道車両や関連部品の生産を主体としていたが、それ以外にも農機具や蒸気船など各種機器の生産も実施し、1890年は従業員数400人を数える大規模な工場となっていた。
その後、ロシア革命の影響により国営化された工場では引き続き鉄道車両や自動車などの輸送用機器の生産を継続した一方、革命による混乱期には爆弾の製造も実施していた。そして1926年、工場は革命家のモイセイ・ウリツキーにちなみウリツキー州立輸送機器工場（Государственный вагоностроительный завод имени Урицкого）、通称「ウリツキー工場」（ЗиУ）へ改名した。以降、工場では大規模な再建・拡張工事が実施され、生産ラインが大幅に拡大した。それに伴い従業員数も増加し、1930年代終わりには約3000人を記録した。
そして第二次世界大戦（大祖国戦争）期の1941年、ソビエト連邦政府は工場をラディツァからエンゲリスへ移転する事を決定し、空爆の危機の中、工場の設備の解体・輸送が実施された。その期間を含めた大戦中、工場では砲弾の生産が集中的に実施された。

### ソ連時代
第二次世界大戦後、ソビエト連邦では都市交通の需要の高まりを受けてトロリーバス用車両の国内生産に着手したが、製造ペースは年間で僅か数十台という状況であった。これを受け、1950年に実施されたソ連閣僚理事会により、交通アクセスの利便性や工場の生産設備、経験豊富な人材などを踏まえ、ウリツキー工場をトロリーバスを生産する国営企業へと再編する事が決定した。そして1951年、当時の最新鋭車両であったMTB-82の生産が同工場へ移管され、試作車の生産を経て本格的な量産が開始された。また、1955年には工場初の独自設計のトロリーバス車両であるTBU-1の生産も行われた。
1959年にはTBU-1の実績を踏まえた大型車両のZiU-5の生産が開始され、1970年代までに7,500台以上という大量生産が行われた。更に1971年には大規模な改良を施したZiU-9（ZiU-682）の生産も開始され、幾多もの改良を重ねた同車種は世界で最も生産されたトロリーバス車両となった。同工場で生産されたトロリーバス車両はソビエト連邦を始めとする東側諸国のみならず、アルゼンチンやコロンビアなど世界各国への輸出が実施された。一方、ZiU-5に合わせて同型の車体を有するディーゼルバスのZiU-6も開発されたが、こちらは少量の生産に終わった。

### ソビエト連邦崩壊後
ソビエト連邦の崩壊後の1993年、社名を「トロリーバス工場（Троллейбусный завод）」、通称「トロルザ（Тролза）」に変更した同社は経済の混乱の状況においてもトロリーバス車両の生産に尽力し、1997年からは国際規格のISO 9001の認証を受けた。車両についても大容量の連節バスやノンステップバスの開発が行われ、2000年代以降本格的なノンステップバスの量産が開始された。2019年の時点で、ロシア連邦における全トロリーバス車両のうち70 %はトロルザおよび前身のウリツキー州立輸送機器工場が製造したものだった。
だが、2010年代以降トロルザの工場で生産されるトロリーバス車両の数は急速に減少し、2017年には230台、2018年には120台、そして2019年には僅か12台のみとなっていた。その結果、同年3月以降、工場は操業停止や従業員の大規模な解雇を実施するに至り、翌2020年、企業体としてのトロルザは消滅した。
一方、路面電車やトロリーバスの製造や展開を行うPC輸送システムズはこの工場を用いたトロリーバスの生産および将来的な路面電車車両の生産を計画し、同年9月に完全子会社のエンゲリス電気輸送工場として操業を再開した。2020年には新型コロナウイルス感染症の影響で再度操業を停止する事態も起きたが、再開後の4月以降はトロリーバス車両や電気バスに加え、PC輸送システムズが開発した路面電車車両の車体生産も実施している。

## 主要製造車種

### ネフスキー工場→トロルザ
- MTB-82（ロシア語版） - 第82番航空工場（авиационный завод № 82）から生産を移管[2][7][8][9]
- TBU-1（ロシア語版）[2][7]
- ZiU-5（ロシア語版）[2][7]
- ZiU-7（ロシア語版）[7]
- ZiU-9（ZiU-682）（ロシア語版）[2][7][10]
- ZiU-52642（ロシア語版） - ZiU-9の改良型[14]
- ZiU-682G-016 - ZiU-9の改良型[15]
- ZiU-10（ZiU-683）（ロシア語版） - 連節バス[2][10]
- ZiU-6205、トロルザ・62052 - 連節バス、ZiU-10の改良型[16][17]
- トロルザ・5275.00（ロシア語版） - ノンステップバス[2]
- トロルザ・5275「オプティマ」（ロシア語版）- ノンステップバス[2]
- トロルザ・5265「メガポリス」- ノンステップバス（フルフラットバス）[2][18]
- トロルザ・6206「メガポリス」（ロシア語版） - 連節バス、ノンステップバス（フルフラットバス）[2][19]

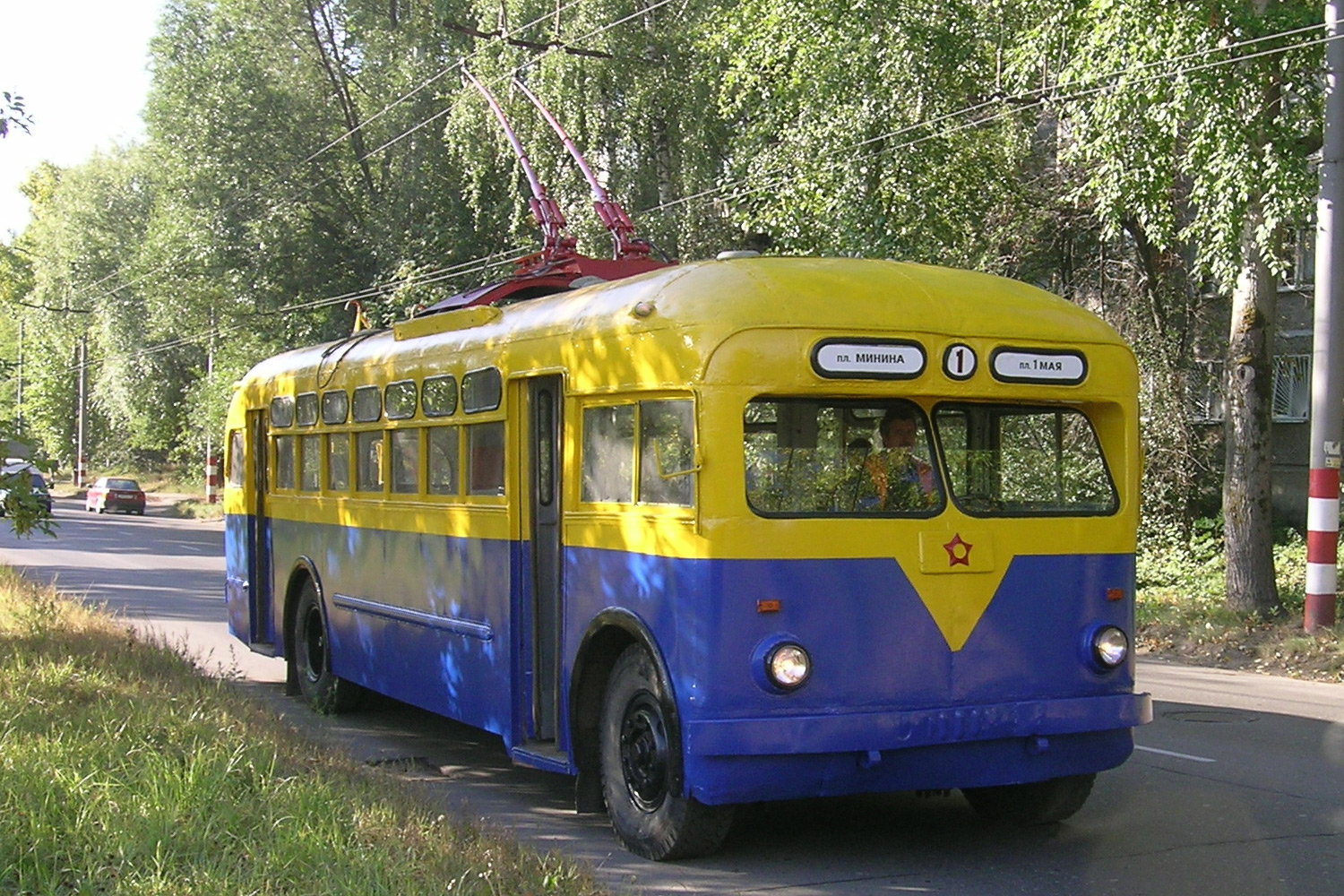
MTB-82
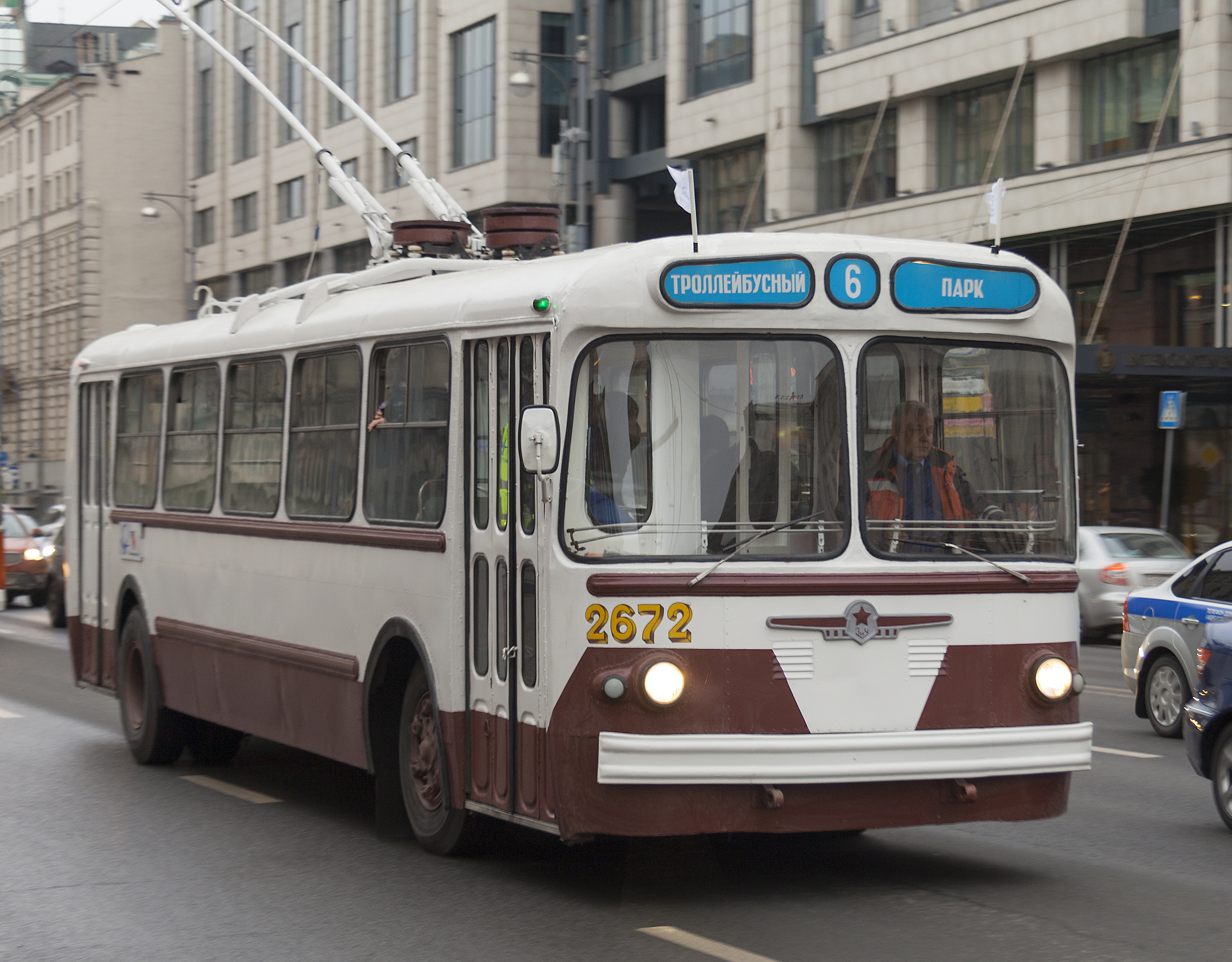
ZiU-5
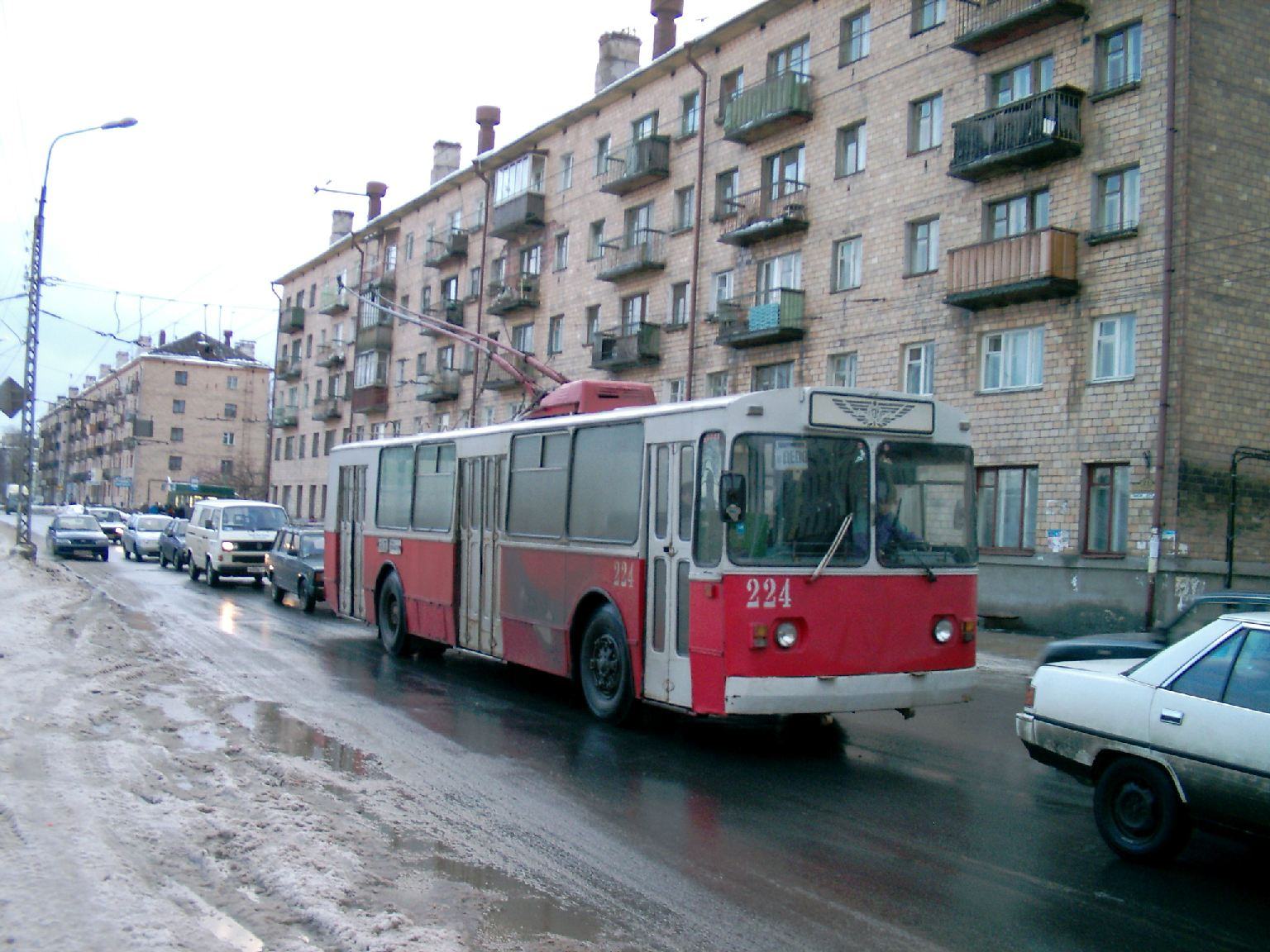
ZiU-9（ZiU-682）
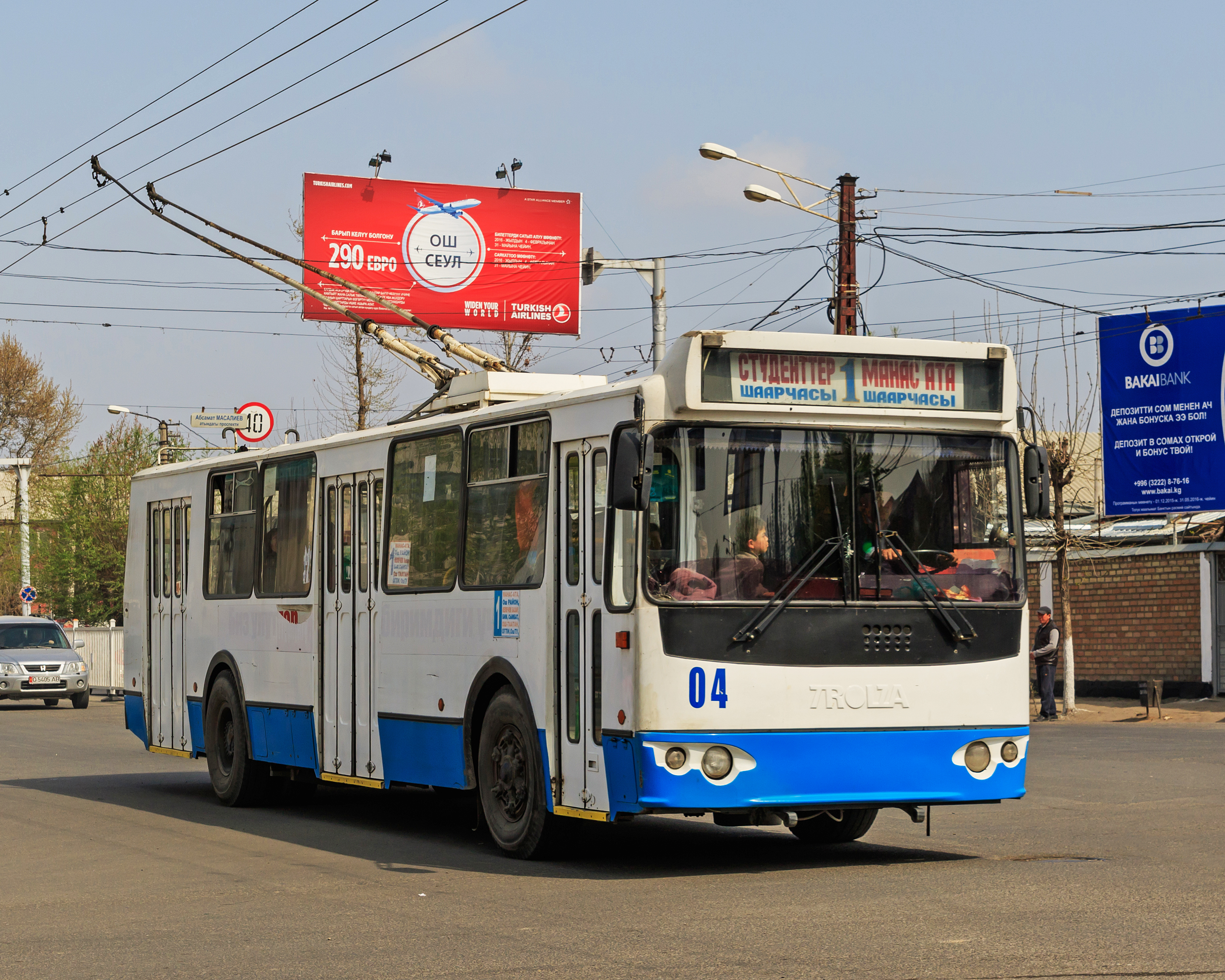
ZiU-682G-016
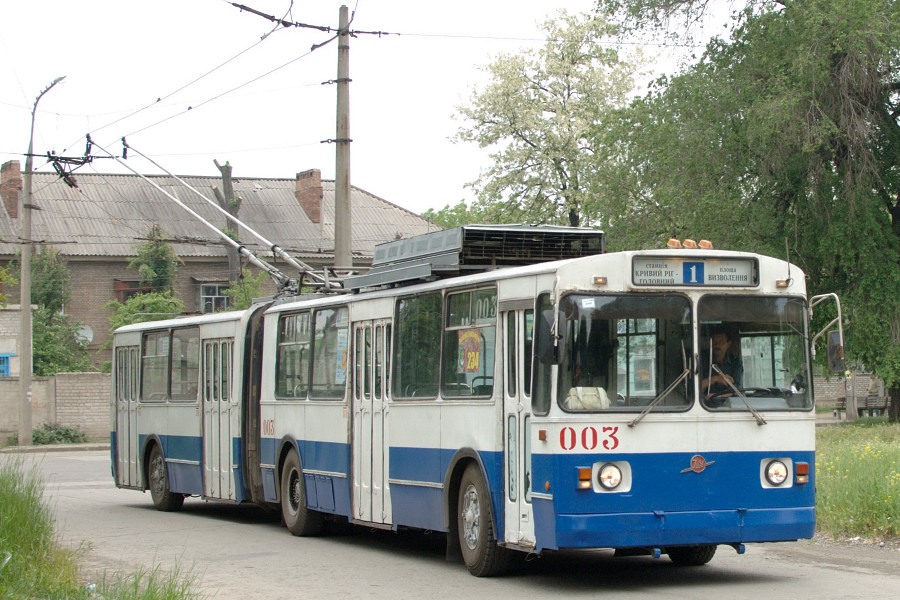
ZiU-10（ZiU-683）
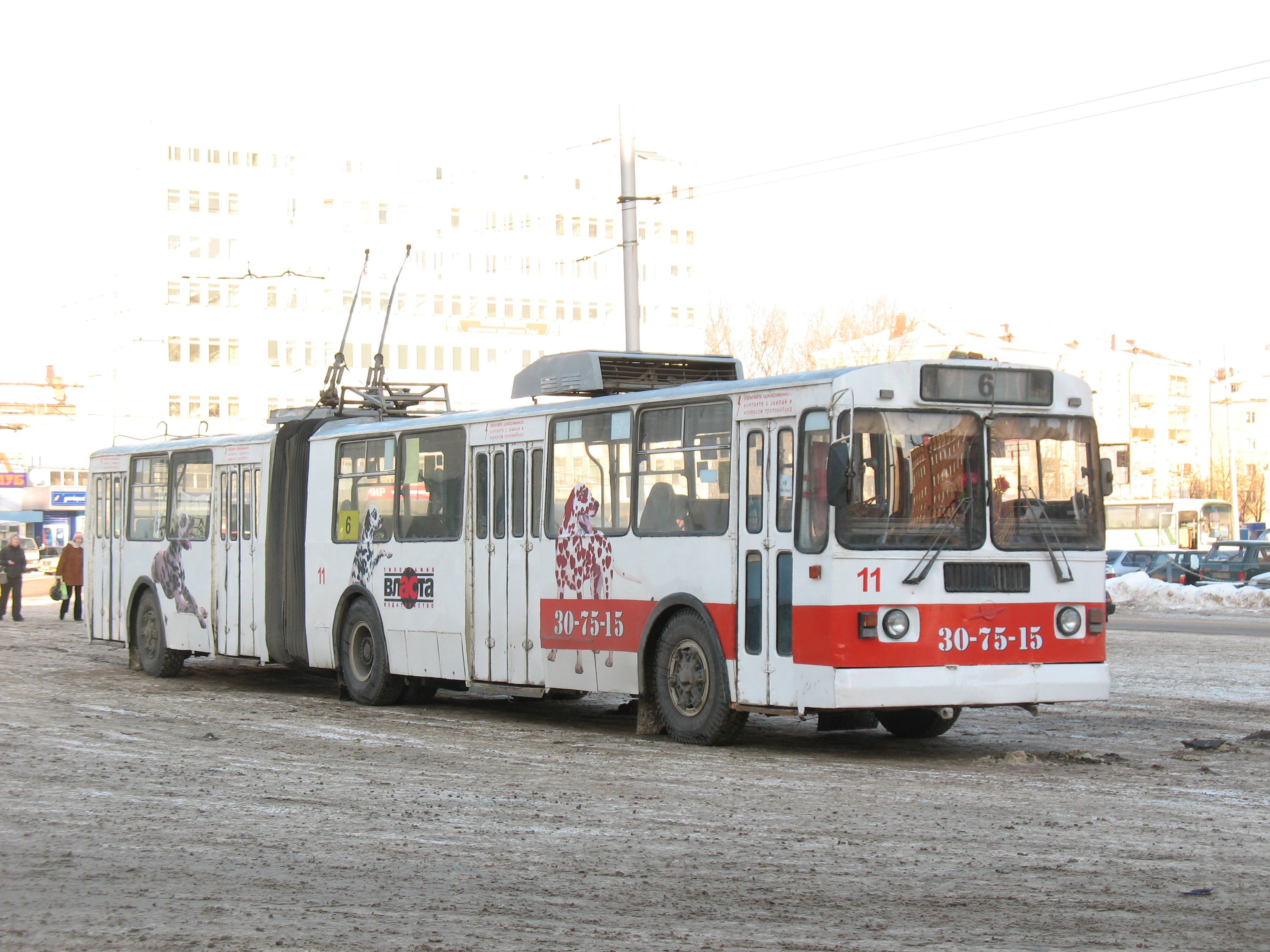
トロルザ・62052
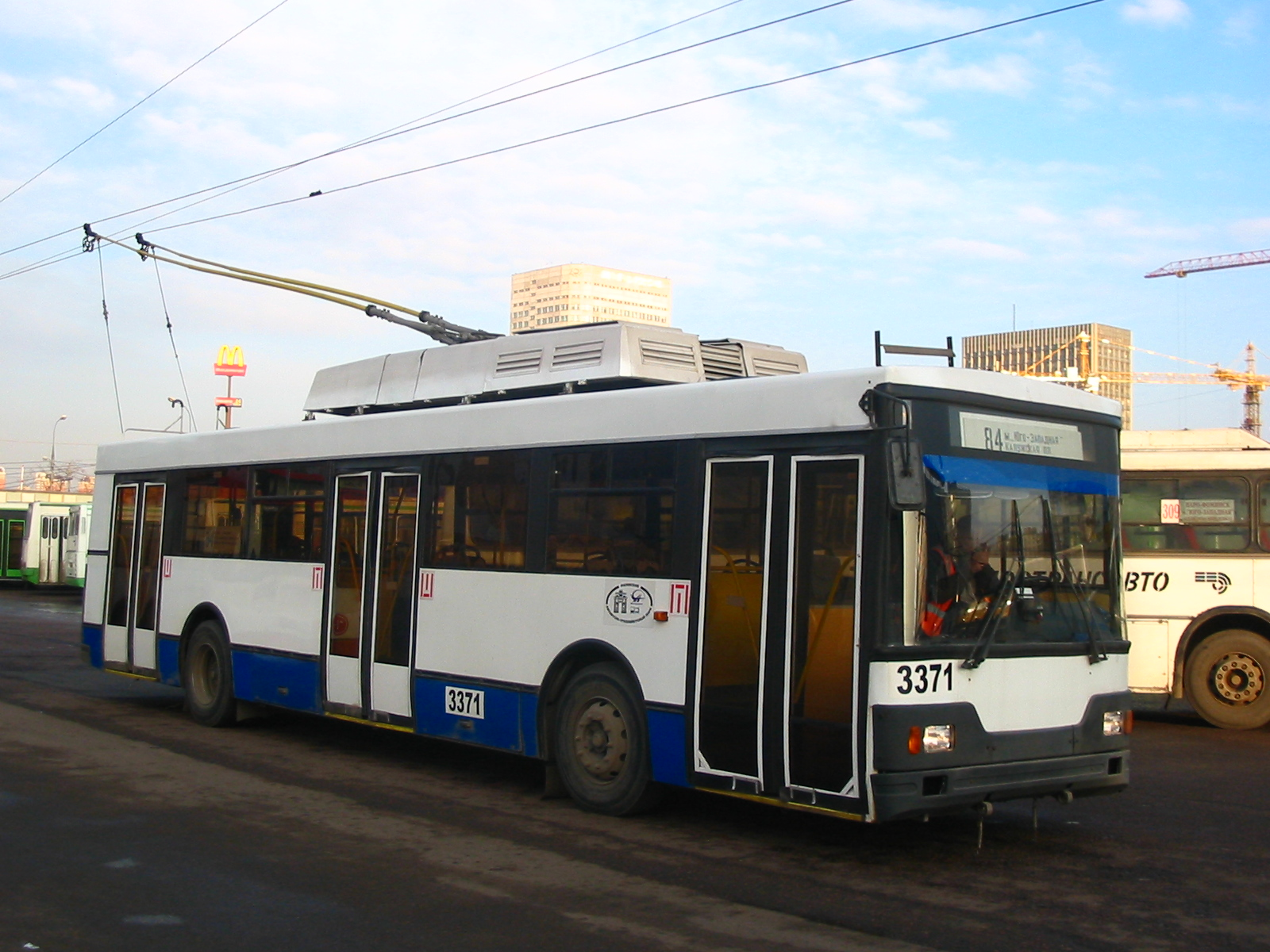
トロルザ・5275.00
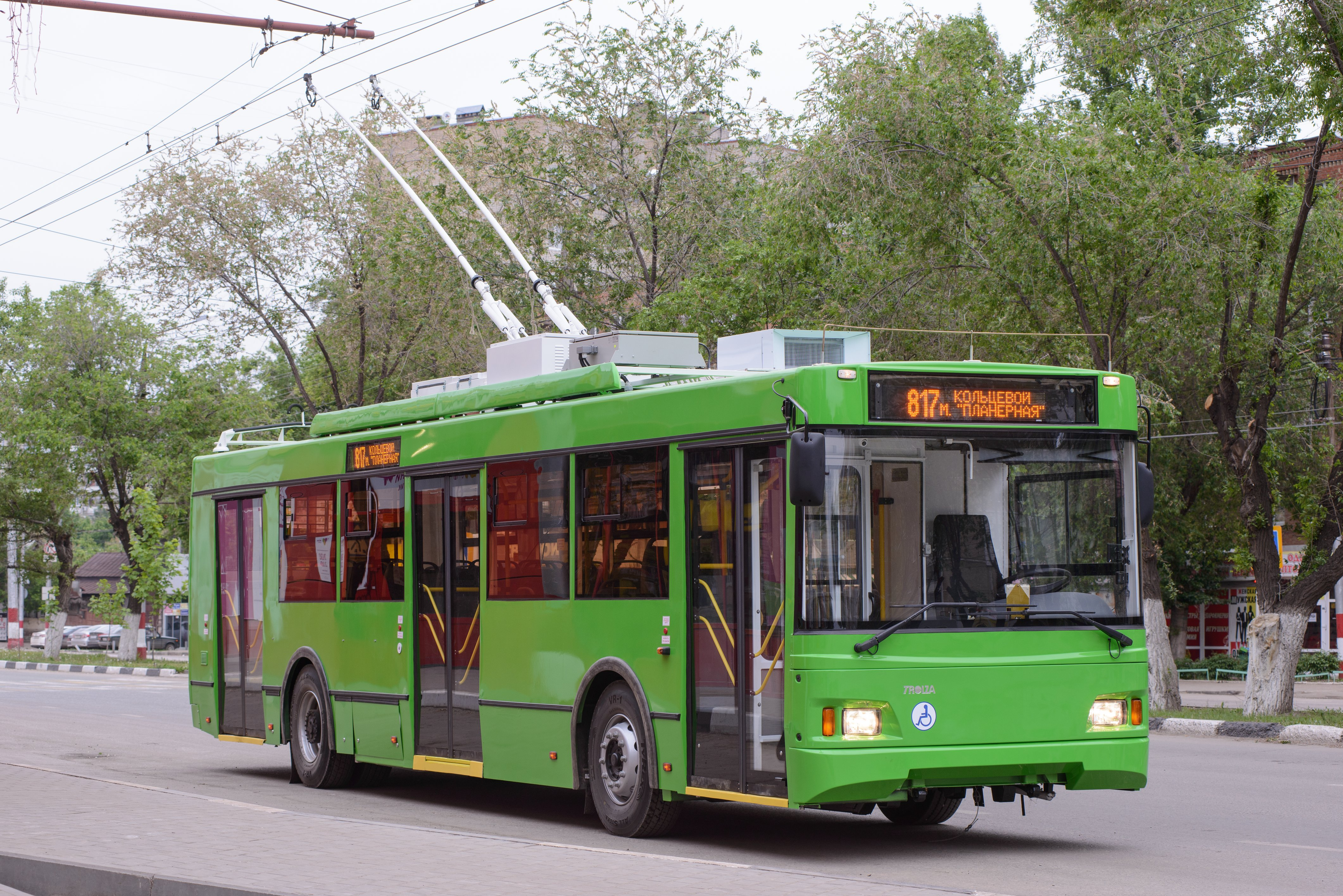
トロルザ・5275「オプティマ」
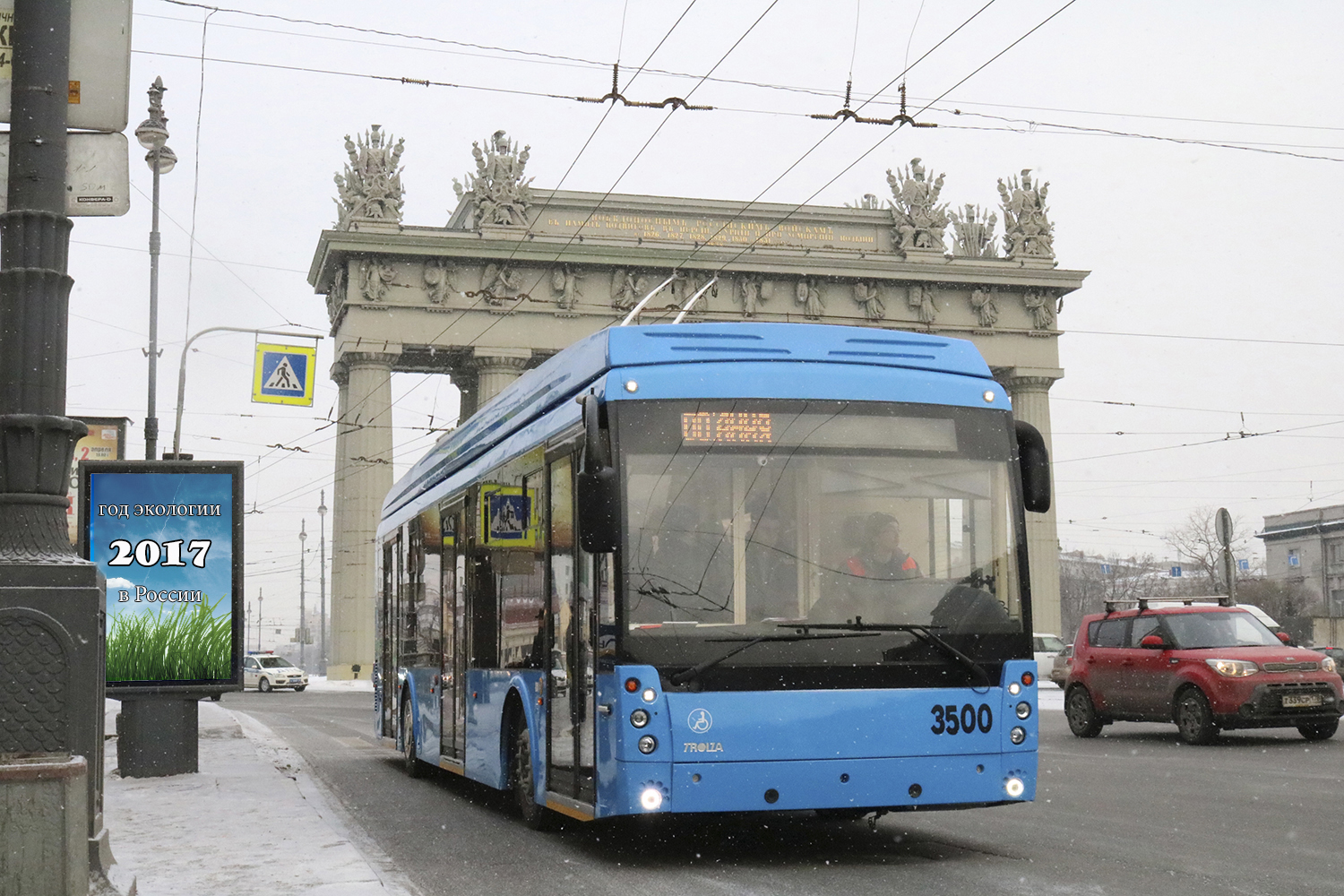
トロルザ・5265「メガポリス」
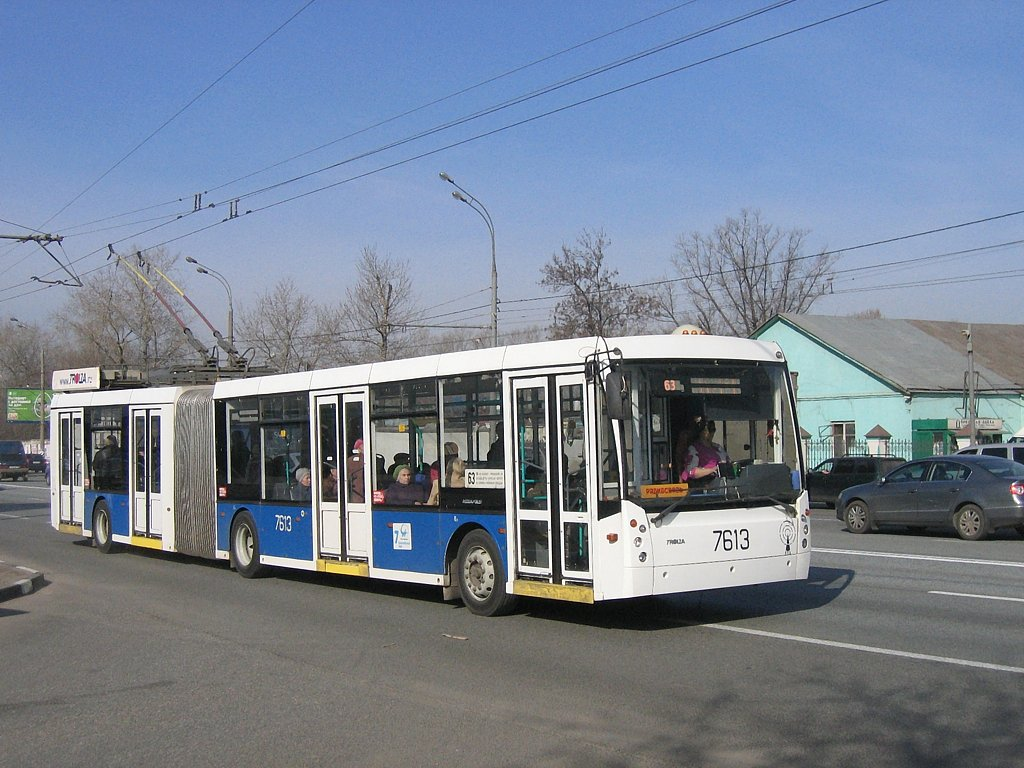
トロルザ・6206「メガポリス」

### エンゲリス電気輸送工場
- アドミラル[4]

- アドミラル

## 参考資料
- Martin Harák (2014). Autobusy a trolejbusy východního bloku. Praha: Grada Publishing a.s.. ISBN 9788024747385